# Jo Jung-suk
Jo Jung-suk (Seúl; 26 de diciembre de 1980) es un actor surcoreano, conocido por sus papeles en series de televisión como You're the Best, Lee Soon-shin y Oh My Ghostess, así como también en las películas My Love, My Bride y The Exclusive: Beat the Devil's Tattoo.

## Biografía
Es hijo de Jang Ah-sook.
Es buen amigo del cantante y actor surcoreano Do Kyung Soo conocido como D.O.
Desde el 2013 sale con la cantante surcoreana Park Ji-yeon conocida como Gummy. En junio del 2018 se anunció que la pareja se había comprometido, la pareja se casó ese mismo año. En enero del 2020 se anunció que la pareja estaba esperando a su primera bebé, a quien le dieron la bienvenida el 6 de agosto del mismo año.

## Carrera
Es miembro de la agencia JAM Entertainment. Previamente formó parte de la agencia Culture Depot (문화창고) del 2015 al 2018.
Es conocido por sus papeles en series de televisión como You're the Best, Lee Soon-shin y Oh My Ghostess.
También ha aparecido en las películas My Love, My Bride y The Exclusive: Beat the Devil's Tattoo.
En octubre del 2015 apareció por primera vez en el popular programa de variedades surcoreano Running Man (también conocido como "Leonning maen") donde formó parte del equipo "Groom's Family Team" junto a Ha-ha, Jo Jung-suk, Kim Jong-kook y Gary) durante el episodio n.º 215, posteriormente apareció nuevamente en la serie en el 2016 durante el episodio n.º 327 donde formó equipo con Yoo Jae-suk. Ese mismo año se unió al elenco principal de la serie Oh My Ghostess donde interpretó al chef Kang Sun-woo, un hombre arrogante que luego de conocer a la tímida Na Bong-sun (Park Bo-young), una joven que puede ver fantasma, termina enamorándose de ella, hasta el final de la serie ese mismo año.
En el 2016 filmó la película My Annoying Brother donde interpretó a Doo-shik, el hermano mayor del atleta Doo-young (interpretado por D.O.).
El 23 de noviembre de 2017 se unió al elenco principal de la serie Two Cops donde interpretó al determinado detective Cha Dong-tak, un oficial de la unidad de crímenes violentos y cuyo cuerpo es cohabitado por el espíritu de Gong Su-chang, un inteligente estafador, hasta el final de la serie en el 2018. En septiembre del mismo año se anunció que realizaría un cameo en la serie Familiar Wife donde dio vida nuevamente al chef Kang Sun-woo, papel que interpretó en la serie "Oh My Ghostess" y el primer amor de Seo Woo-jin (Han Ji-min).
El 30 de enero del 2019 se unió al elenco de la película Hit-and-Run Squad (también conocida como "Hit-and-Run Task Force") donde interpretó a Jung Jae-chul, un ex-corredor de la Fórumula Uno que ahora comete crímenes por su pasión por la velocidad y los autos.El 26 de abril del mismo año se unió al elenco principal del nuevo drama The Nokdu Flower (también conocida como "Mung Bean Flower"), donde dio vida a Baek Yi-kang, el medio hermano mayor de Baek Yi-hyun (Yoon Shi-yoon), un hombre que enfrenta la discriminación de su familia debido al estatus de su madre, hasta el 13 de julio del mismo año.
El 12 de marzo del 2020 se unió al elenco de la nueva serie Hospital Playlist (también conocida como "A Wise Doctor's Life") donde interpreta al doctor Lee Ik-joon, un médico y profesor de cirugía general, el final de la serie el 16 de septiembre de 2021. En diciembre del mismo año se confirmó que se había unido al elenco principal de la película Nation of Happiness donde dará vida al abogado Jung In-hoo. Se espera que la película comience sus filmaciones en el 2021.

## Filmografía

### Series de televisión
| Año     | Título                         | Rol                               | Canal   | Notas                         | Ref.          |
| ------- | ------------------------------ | --------------------------------- | ------- | ----------------------------- | ------------- |
| 2011    | What's Up?                     | Kim Byung-gun                     | MBN     |                               |               |
| 2012    | The King 2 Hearts              | Eun Shi-kyung                     | MBC     |                               |               |
| 2013    | You're the Best, Lee Soon-shin | Shin Joon-ho                      | KBS2    |                               |               |
| 2015    | Oh My Ghostess                 | Kang Sun-woo                      | tvN     |                               |               |
| 2016    | Jealousy Incarnate             | Lee Hwa Shin                      | SBS     |                               |               |
| 2017-18 | Two Cops                       | Det. Cha Dong-tak / Gong Su-chang | tvN     |                               |               |
| 2018    | Familiar Wife                  | Kang Sun-woo                      | tvN     |                               |               |
| 2019    | The Nokdu Flower               | Baek Yi-kang                      | SBS     |                               |               |
| 2020    | Pasillos de hospital           | Dr. Lee Ik-joon                   | tvN     |                               | [ 24 ] [ 25 ] |
| 2021    | Pasillos de hospital 2         | Dr. Lee Ik-joon                   | tvN     |                               |               |
| 2024    | Cautivar a un rey              | Rey Yi In                         | tvN     |                               | [ 26 ] [ 27 ] |
| 2025    | Si las estrellas hablaran      | Presentador de televisión         | tvN     | Aparición especial, ep. 1     | [ 28 ]        |
| 2025    | Manual para residentes         | Dr. Lee Ik-joon                   | tvN     | Aparición especial            | [ 29 ]        |
| 2025    | Un héroe débil                 | Choi Chang-hee                    | Netflix | Aparición especial, 2.ª temp. | [ 30 ] [ 31 ] |

### Películas
| Año  | Título                                 | Papel                             | Notas              | Ref.                 |
| ---- | -------------------------------------- | --------------------------------- | ------------------ | -------------------- |
| 2012 | Architecture 101                       | Nabddeuki                         |                    |                      |
| 2012 | Almost Che                             | Hwang Young-min / Kang Moon-mo    |                    |                      |
| 2013 | The Face Reader                        | Paeng-heon                        |                    |                      |
| 2014 | The Fatal Encounter                    | Sal-soo                           |                    |                      |
| 2014 | My Love, My Bride                      | Young-min                         |                    |                      |
| 2015 | The Exclusive: Beat the Devil's Tattoo | Heo Moo-hyuk                      |                    |                      |
| 2015 | Time Renegade                          | Ji-hwan                           |                    |                      |
| 2016 | Older Brother                          | Du-sik                            |                    |                      |
| 2019 | Hit-and-Run Squad                      | Jung Jae-chul                     |                    |                      |
| 2019 | Exit                                   | Lee Yong-nam                      |                    |                      |
| 2021 | Nation of Happiness                    | Jung In-hoo                       |                    |                      |
| 2023 | One Win                                | Entrenador del equipo Super Girls | Aparición especial | [ 32 ]               |
| 2024 | Pilot                                  | Jung Woo                          |                    | [ 33 ] [ 34 ] [ 35 ] |
| 2024 | Land of Happiness                      | Abogado Jung In-hoo               |                    | [ 36 ] [ 37 ]        |

### Apariciones en programas
| Año            | Programa                             | Notas                                   | Ref.                        |
| -------------- | ------------------------------------ | --------------------------------------- | --------------------------- |
| 2021           | Mountain Village Playlist            | miembro                                 | [ 38 ] [ 39 ] [ 40 ] [ 41 ] |
| 2021           | SNL Korea Reboot                     | presentador                             | [ 42 ]                      |
| 2021           | Wise Camping Life (Camping Playlist) | miembro                                 | [ 43 ] [ 44 ]               |
| 2019 2016 2015 | Running Man                          | episodio 460 episodio 327 episodios 215 | [ 45 ] [ 46 ] [ 47 ]        |
| 2018           | Life Bar                             | invitado                                | [ 48 ]                      |

### Presentador
| Año  | Evento                             | Notas                    | Ref.   |
| ---- | ---------------------------------- | ------------------------ | ------ |
| 2021 | 2021 MAMA (2021 Mnet Music Awards) | presentador de categoría | [ 49 ] |

### Musicales
| Año  | Anuncio          | Personaje | Notas                                                           | Ref.          |
| ---- | ---------------- | --------- | --------------------------------------------------------------- | ------------- |
| 2016 | Hedwig           | Hedwig    | junto a Byun Yo-han, Yoon Do-hyun, Jo Seung-woo y Jung Mon-sung | [ 50 ] [ 51 ] |
| 2009 | Spring Awakening | Mortiz    | junto a Kim Mu-yeol y Kim Yu-young                              | [ 52 ] [ 53 ] |

## Premios y nominaciones
El 3 de marzo de 2021 el Servicio Nacional de Impuestos anunció a 1057 contribuyentes ejemplares para el 55.º Día Nacional del Contribuyente, entre ellos Jo Jung-suk recibió el uno de los reconocimientos presidenciales por pagar constantemente sus impuestos, convirtiéndose en uno de los nuevos embajadores para promover el pago constante de impuestos en Corea del Sur.
| Año  | Premio                         | Categoría                                       | Trabajo              | Resultado | Ref.          |
| ---- | ------------------------------ | ----------------------------------------------- | -------------------- | --------- | ------------- |
| 2017 | MBC Drama Award                | Top Excellence Actor                            | Two Cops             | Ganador   | [ 56 ]        |
| 2018 | 6th APAN Star Award            | Best New Actor                                  | Two Cops             | Nominado  |               |
| 2019 | 12th Korea Drama Award         | Grand Excellence Award (Daesang)                | The Nokdu Flower     | Nominado  | [ 57 ]        |
| 2019 | 40th Blue Dragon Film Award    | Best Actor                                      | E.X.I.T              | Nominado  | [ 58 ]        |
| 2019 | 2020 Korea First Brand Award   | Male Commercial Model                           | —                    | Ganador   | [ 59 ]        |
| 2019 | SBS Drama Award                | Top Excellence Award in Mid-Length Drama (Male) | The Nokdu Flower     | Ganador   | [ 60 ]        |
| 2020 | 25th Chunsa Film Art Award     | Best Actor                                      | E.X.I.T              | Nominado  |               |
| 2020 | 56th Baeksang Arts Award       | Best Actor (Film)                               | E.X.I.T              | Nominado  | [ 61 ]        |
| 2020 | 18th Brand of the Year Award   | Best OST (por "Aloha" (아로하))                 | Pasillos de hospital | Ganador   |               |
| 2020 | 18th Brand of the Year Award   | Best Actor                                      | Pasillos de hospital | Ganador   | [ 62 ]        |
| 2020 | 2020 Melon Music Award         | Best OST (Soundtrack) (por "Aloha" (아로하))    | Pasillos de hospital | Ganador   | [ 63 ] [ 64 ] |
| 2020 | 7th APAN Star Award            | Popular Star Award, Actor                       | Pasillos de hospital | Nominado  |               |
| 2020 | 7th APAN Star Award            | Top Excellence Award, Actor in a Miniseries     | Pasillos de hospital | Nominado  |               |
| 2021 | 35th Golden Disc Award         | Best OST (por "Aloha" (아로하))                 | Pasillos de hospital | Ganador   | [ 65 ] [ 66 ] |
| 2021 | 30th Seoul Music Award         | Best OST (por "Aloha" (아로하))                 | Pasillos de hospital | Ganador   | [ 67 ] [ 68 ] |
| 2021 | Mnet Asian Music Awards (MAMA) | Best OST (por "I Like It" (좋아좋아))           | Pasillos de hospital | Ganador   | [ 69 ] [ 70 ] |
| 2022 | 2022 Korea First Brand Award   | Actor                                           | —                    | Ganador   | [ 71 ]        |